# Oran-Es Sénias flygplats
Oran-Es Sénias flygplats är en flygplats i Algeriet. Den ligger i den norra delen av landet, 400 km väster om huvudstaden Alger. Oran-Es Sénias flygplats ligger 89 meter över havet.
Terrängen runt Oran-Es Sénias flygplats är platt åt sydost, men åt nordväst är den kuperad. Runt Oran-Es Sénias flygplats är det tätbefolkat, med 636 invånare per kvadratkilometer. Närmaste större samhälle är Oran, 7,7 km norr om Oran-Es Sénias flygplats. Trakten runt Oran-Es Sénias flygplats består till största delen av jordbruksmark.